# Grand Moff Tarkin
Il Grand Moff Wilhuff Tarkin è un personaggio immaginario dell'universo di Guerre stellari. Appare per la prima volta come uno degli antagonisti principali nel film Guerre stellari.
In origine, George Lucas aveva contattato Christopher Lee per proporgli il ruolo di Tarkin ma l'attore rifiutò e propose invece la parte al suo amico di lunga data Peter Cushing (nonché coprotagonista nei film Dracula il vampiro e altri della Hammer), che ha appunto interpretato il personaggio. Lee parteciperà comunque all'universo di Guerre stellari molti anni dopo nel ruolo del Sith Conte Dooku.

## Apparizioni

### Film

#### Guerre stellari
Wilhuff Tarkin compare per la prima volta nel film del 1977 Guerre stellari.
Quando è commissionato il progetto della Morte Nera, Tarkin ne diviene il comandante. Una volta operativa, per dimostrarne la potenza di fuoco, ordina spietatamente la distruzione del pacifico pianeta di Alderaan (pianeta natale di Bail Organa padre adottivo di Leila Organa), riuscendo inoltre a far confessare alla principessa Leila che, mentendo, dice che la localizzazione della base dell'Alleanza Ribelle si trovava sul pacifico Dantooine. Tarkin, durante la battaglia di Yavin, organizza insieme al suo sottoposto Conan Motti di tradire lo stesso Imperatore per prenderne il posto. Muore nell'esplosione della Morte Nera, attaccata dai caccia dell'Alleanza Ribelle nella battaglia di Yavin, in particolare grazie a Luke Skywalker che riesce a colpire il suo unico punto debole e a distruggerla.

#### La vendetta dei Sith
Alla fine di Star Wars: Episodio III - La vendetta dei Sith, l'ultimo film della trilogia prequel, una versione più giovane di Tarkin (interpretato da Wayne Pygram) appare in un cameo supervisionando la costruzione dell'originale Morte Nera, accanto a Dart Fener e l'Imperatore Palpatine.

#### Rogue One
Nel film Rogue One, primo film della serie Star Wars Anthology, il Grand Moff Tarkin incontra il direttore Orson Krennic a bordo della Morte Nera ed esprime i suoi dubbi sull'effettiva potenzialità dell'arma. Krennic dimostra il potere della Morte Nera distruggendo Jedha City. Tarkin decide di prendere lui stesso il controllo della stazione, usando come scusa le falle nella sicurezza avvenute sotto il comando di Krennic. Più avanti nel film, Tarkin viene informato di un attacco dei ribelli su Scarif, il pianeta dove sono conservati i piani per la Morte Nera, egli allora ordina il salto nell'iperspazio verso il pianeta, in cui è in corso una battaglia tra l'Impero e l'Alleanza Ribelle. Tarkin decide di utilizzare la Morte Nera per distruggere il complesso su Scarif ed eliminare in tal modo qualsiasi minaccia, uccidendo il direttore Krennic, Jyn Erso, Cassian Andor, e tutti gli altri sopravvissuti della battaglia a terra. Guy Henry è stato usato come controfigura sul set per il personaggio di Tarkin, ricreato digitalmente grazie all'uso della computer-generated imagery (CGI) sulla base delle fattezze di Peter Cushing.

### Televisione

#### The Clone Wars
Nella serie animata Star Wars: The Clone Wars, in cui compare a partire dalla terza stagione, Tarkin serve la Repubblica Galattica con il grado di capitano durante le guerre dei cloni. È assegnato al generale Jedi Even Piell con il quale condivide metà delle coordinate della rotta iperspaziale del passaggio Nexus (un corridoio dell'iperspazio che conduce sia nello spazio della Repubblica che in quello Separatista) che avrebbe cambiato le sorti della guerra. Con la morte di Piell, Tarkin rivela la metà delle informazioni al Cancelliere Palpatine, mentre Ahsoka Tano, Padawan di Anakin Skywalker, a cui Piell ha rivelato l'altra metà prima di morire, le rivela al consiglio Jedi (su espressa richiesta del Maestro Jedi). Durante la battaglia sul pianeta Lola Sayu, sede della prigione nota come la Cittadella, dove Piell era stato imprigionato e poi soccorso da Obi-Wan Kenobi, Anakin Skywalker e Ahsoka, Tarkin rischia di venire ucciso dal direttore della Cittadella, Osi Sobeck, ma viene salvato dalla padawan Ahsoka. Verso la fine delle guerre dei cloni, quando Ahsoka viene ingiustamente accusata di un attentato al Tempio Jedi (organizzato e ordito invece da Barriss Offee), Tarkin partecipa al processo, in veste di pubblica accusa, cercando in tutti i modi di provare alla giuria la colpevolezza della togruta, nonostante il tentativo della senatrice Padmé Amidala di salvarla, in veste di pubblica difesa. A seguito della confessione di Barriss, Ahsoka viene infine prosciolta dall'accusa.

#### Bad Batch
Tarkin compare nello spin off di Clone Wars. Nel primo episodio, l'ammiraglio Tarkin arriva su Kamino per discutere con il primo ministro Lama Su la possibile interruzione degli accordi tra l'Impero e gli impianti di clonazione, visto che i soldati arruolati avrebbero un costo minore rispetto ai soldati clone. Successivamente valuta la Clone Force 99, un gruppo di cloni soldato geneticamente potenziati noti anche come Bad Batch, attraverso una simulazione di combattimento. Pur impressionato dalle loro straordinarie capacità, nota la loro tendenza a disobbedire gli ordini. Decide quindi di inviarli sul pianeta Onderon per eliminare un gruppo di rifugiati guidati da Saw Gerrera, per provare la loro lealtà. Quando la Bad Batch disobbedisce agli ordini, Tarkin li fa arrestare e separa il loro membro Crosshair dagli altri dopo aver notato in lui una maggior fedeltà all'Impero. Tarkin ordina alla scienziata kaminoana Nala Se di intensificare la potenza del chip inibitore di Crosshair, mettendolo contro i suoi compagni di squadra, che fuggono da Kamino. Tarkin viene successivamente promosso a Governatore e mette Crosshair a capo di una squadra d'élite di soldati reclutati, che vengono poi inviati a completare la missione che la Bad Batch aveva abbandonato. Dopo il successo della missione, Tarkin si convince del potenziale delle nuove truppe. Nell'episodio finale della stagione, dopo che Kamino è stato evacuato, Tarkin ordina al vice ammiraglio Rampart di distruggere l'impianto di clonazione.

#### Rebels
Nella serie animata Star Wars Rebels, Tarkin ha assunto il ruolo di Grand Moff. Tarkin è spietato verso i contadini del pianeta Lothal: quando essi si rifiutano di consegnare le proprie fattorie all'Impero, il Gran Moff caccia questa gente dalle loro terre e la relega in una cittadina abbandonata, spesso rifugio di contrabbandieri come Cikatro Vizago, che prende appunto il nome di "Tarkintown". Quando poi un gruppo di ribelli (guidato dal Jedi Kanan Jarrus) comincia a prendere troppa importanza su Lothal, Tarkin viene inviato sul suddetto pianeta per contrastare tale minaccia; appurata l'inefficienza delle operazioni contro gli insorti, ordina freddamente al Grande Inquisitore di decapitare i comandanti Myles Grint e Cumberlayne Aresko, ritenuti responsabili della mancata cattura del gruppo dei ribelli. Grazie al suo aiuto, il Grande Inquisitore e l’agente Kallus riescono a catturare il leader del gruppo, Kanan. A seguito però di una missione di salvataggio nell'orbita di Mustafar, Jarrus viene liberato mentre il Grande Inquisitore perde la vita nell'esplosione dello Star Destroyer Sovereign. L'Imperatore decide dunque di mandare il suo apprendista Dart Fener per distruggere la cellula ribelle su Lothal.

### Romanzi
Il libro Tarkin esplora le origini del personaggio, e spiega come incontra e si allea con l'Imperatore Palpatine e Dart Fener prima degli eventi di Guerre stellari. Il romanzo è stato uno dei primi quattro romanzi canonici ad essere rilasciato tra il 2014 e il 2015.
Tarkin appare anche in Catalyst: A Rogue One Story, il romanzo prequel del film Rogue One, dove Tarkin diventa rivale del direttore Orson Krennic.

## Legends
Con l'acquisizione della Lucasfilm da parte di The Walt Disney Company nel 2012, la maggior parte dei romanzi e fumetti di Guerre stellari prodotti su licenza sono stati inseriti nel brand Star Wars Legends e dichiarati non canonici al franchise nel mese di aprile del 2014.
Wilhuff Tarkin arriva dal pianeta Eriadu, nasce nel 64 BBY in una famiglia influente. Durante la giovinezza si arruola in una forza di sicurezza con la quale sconfigge i pirati che saccheggiano il suo pianeta natale, dopo questo primo successo militare Tarkin frequenta l'accademia della Repubblica presso il settore di Sullust, qui incontra il senatore di Naboo Sheev Palpatine che riesce ad assicurargli un posto nel sistema giuridico della Repubblica. Con l'elezione di Palpatine a cancelliere supremo, Tarkin viene nominato governatore di Eriadu, favore che ricambia insabbiando le indagini dell'ex cancelliere supremo sulla scalata al potere di Palpatine. Con l'inizio delle guerre dei cloni Tarkin entra nella Marina della Repubblica con il grado di capitano. All'istaurazione dell'Impero Tarkin viene promosso al grado di Moff e viene spostato alla divisione armamenti sperimentali per sovrintendere la costruzione della Morte Nera. Sposato, ha un figlio che diviene poi anch'egli un ammiraglio dell'Impero, Garoche Tarkin (che sarà poi ucciso da Fener). Durante la sua carriera nell'Impero, Tarkin incontra una giovane donna, Natasi Daala, che dimostra capacità strategiche non comuni. Nonostante il fatto che sia una donna, Tarkin la prende sotto la sua ala protettrice e i due diventano amanti. La donna diviene ammiraglio, unica donna a raggiungere tale grado. In seguito, una specie aliena usa il nome di Tarkin, a causa delle sue azioni crudeli, come sinonimo per "demone", o "macellaio".